# حاجي خوش (مهاباد)
قرية حاجي خوش (بالكردية: حاجی خۆش) هي إحدى القرى التابعة لـمكريان الشرقية في ريف قسم مركزي من مقاطعة مهاباد، في محافظة أذربیجان الغربیة الإيرانية.

## السكان
حسب إحصاءات سنة 2006، بلغ إجمالي السكان في حاجي خوش 907 نسمة وعدد المساكن 144 مسكن. لغة سكان حاجي خوش هي اللغة الكردية و هم من أهل السنة والجماعة والمذهب الشافعي.